# I.O.I
I.O.I (hangul: 아이오아이) var en sydkoreansk tjejgrupp bildad 2016 av YMC Entertainment genom showen "Produce 101" av Mnet som sändes under 2016. De var aktiva till 2017. 
Gruppen bestod av de elva medlemmarna Lim Na-young, Kim Chung-ha, Kim Se-jeong, Jung Chae-yeon, Zhou Jieqiong, Kim So-hye, Yu Yeon-jung, Choi Yoo-jung, Kang Mi-na, Kim Do-yeon och Jeon So-mi.

## Medlemmar

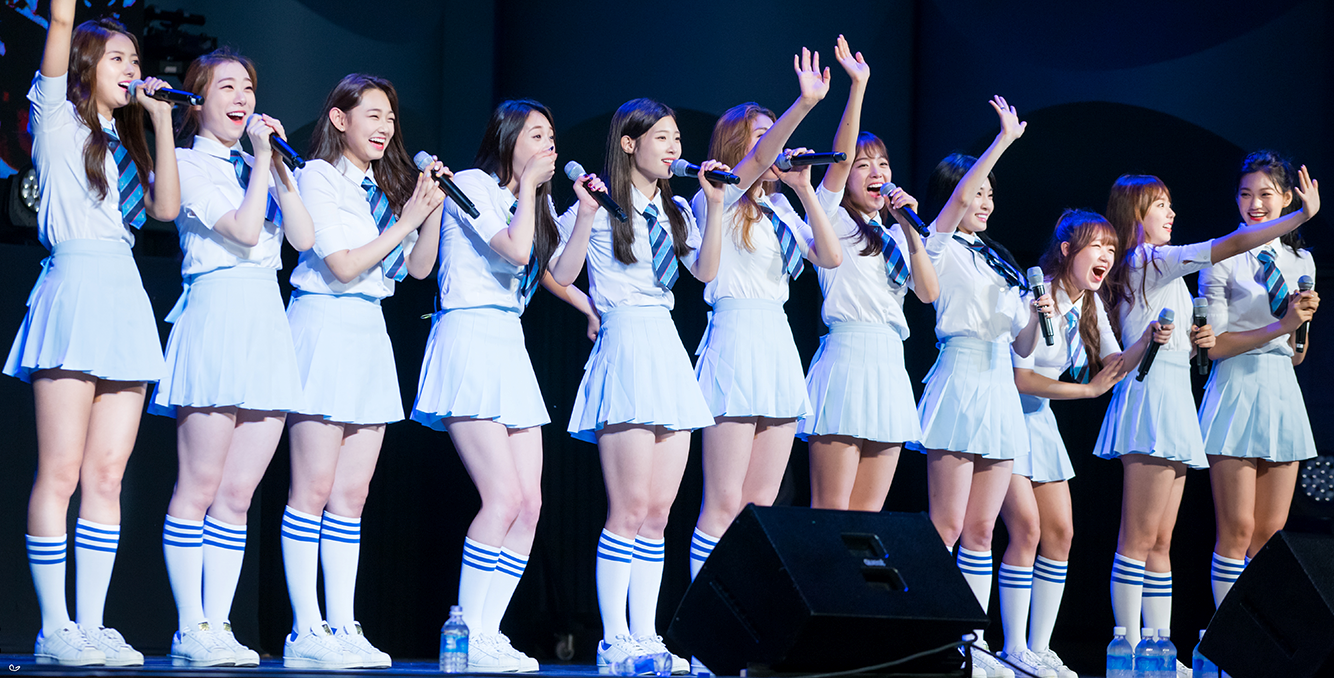
I.O.I i juni 2016

| Födelsenamn    | Födelsenamn | Födelsedatum     |
| Romanisering   | Hangul      | Födelsedatum     |
| -------------- | ----------- | ---------------- |
| Lim Na-young   | 임나영      | 18 december 1995 |
| Kim Chung-ha   | 김청하      | 9 februari 1996  |
| Kim Se-jeong   | 김세정      | 28 augusti 1996  |
| Jung Chae-yeon | 정채연      | 1 december 1997  |
| Zhou Jieqiong  | 주결경      | 16 december 1998 |
| Kim So-hye     | 김소혜      | 19 juli 1999     |
| Yu Yeon-jung   | 유연정      | 3 augusti 1999   |
| Choi Yoo-jung  | 최유정      | 12 november 1999 |
| Kang Mi-na     | 강미나      | 4 december 1999  |
| Kim Do-yeon    | 김도연      | 4 december 1999  |
| Jeon So-mi     | 전소미      | 9 mars 2001      |

## Diskografi

### Album
| Albuminformation                                     | Topplacering          |
| Albuminformation                                     | Sydkorea (Gaon Chart) |
| ---------------------------------------------------- | --------------------- |
| Chrysalis (EP-skiva) - Släppt: 4 maj 2016            | 4                     |
| Whatta Man (Singelalbum) - Släppt: 9 augusti 2016    | 2                     |
| Hand in Hand (Singelalbum) - Släppt: 25 augusti 2016 | 6                     |
| Miss Me? (EP-skiva) - Släppt: 17 oktober 2016        | 2                     |

### Singlar
| År   | Titel            | Topplacering          |
| År   | Titel            | Sydkorea (Gaon Chart) |
| ---- | ---------------- | --------------------- |
| 2016 | "Crush"          | 12                    |
| 2016 | "Dream Girls"    | 7                     |
| 2016 | "Whatta Man"     | 2                     |
| 2016 | "Very Very Very" | 1                     |
| 2017 | "Downpour"       | 3                     |